# یوزفوسواو
یوزفوسواو (به لهستانی:  Józefosław) یک روستا در لهستان است که در گمینا پیاسچنو واقع شده‌است.
 یوزفوسواو   ۸۶ متر بالاتر از سطح دریا واقع شده‌است.